# Калили
Калили — колишнє село у Яворівському районі. Відселене у зв'язку з утворенням Яворівського військового полігону. Поруч розташовані колишні села Баси, Баніти, Лютова, Микіщаки, Річки, Велика Вишенька, Старий Двір, Під Лугом.